# François-Désiré Mathieu
François-Désiré Mathieu, född den 27 maj 1839 i Einville-au-Jard, död den 26 oktober 1908 i London, var en fransk kardinal och författare.
Mathieu var 1860-79 lärare i historia och litteratur vid seminariet i Pont-à-Mousson. Han blev 1878 filosofie doktor på avhandlingen Ancien régime dans la province de Lorraine (3:e upplagan 1907), som av Franska akademien belönades med det andra Gobertska priset. År 1893 blev han biskop i Angers, 1896 ärkebiskop i Toulouse och 1899 kardinal in curia. På grundval av sina forskningar i Vatikanens arkiv skrev han en viktig redogörelse för Le concordat de 1801 (1907). Av hans skrifter kan vidare nämnas en anonym ströskrift över konklaven 1903. År 1906 invaldes Mathieu i Franska akademien.